# Saint-Nicolas-du-Bosc

Saint-Nicolas-du-Bosc este o comună în departamentul Eure, Franța. În 1 ianuarie 2018 avea o populație de 301 de locuitori.